# Édith Ker
Pour les articles homonymes, voir Ker.
Édith Keraudren, dite Édith Ker, est une actrice française née à Brest le 21 mars 1910 et morte à Draveil le 28 octobre 1997.

## Filmographie

### Cinéma
- 1957 : Fernand clochard de Pierre Chevalier
- 1962 : Le Gentleman d'Epsom de Gilles Grangier
- 1963 : Les Bricoleurs de Jean Girault
- 1964 : La Fleur de l'âge de John Guillermin
- 1964 : Le Vampire de Düsseldorf de Robert Hossein
- 1964 : La Bonne Soupe de Robert Thomas
- 1965 : Fantomas se déchaîne d'André Hunebelle
- 1965 : Tant qu'on a la santé de Pierre Étaix
- 1967 : La mariée était en noir de François Truffaut
- 1968 : La Grande Lessive (!) de Jean-Pierre Mocky
- 1969 : La Peau de Torpedo de Jean Delannoy
- 1971 : L'Italien des roses de Charles Matton
- 1972 : Elle cause plus... elle flingue de Michel Audiard
- 1973 : Les Filles de Malemort de Daniel Daert
- 1974 : Le Futur aux trousses de Dolorès Grassian
- 1974 : Y'a un os dans la moulinette de Raoul André
- 1975 : Divine de Dominique Delouche
- 1979 : Tous vedettes de Michel Lang
- 1990 : Delicatessen de Jean-Pierre Jeunet et Marc Caro

### Télévision
- 1967 : Les Cinq Dernières Minutes, épisode Voies de faits de Jean-Pierre Decourt
- 1969 : Les Enquêtes du commissaire Maigret, épisode L'Ombre chinoise de René Lucot : la folle de l'immeuble
- 1971 : Les Enquêtes du commissaire Maigret, épisode Maigret et le fantôme de René Lucot : une dame dans la cage d'escalier
- 1971 : Les Enquêtes du commissaire Maigret, épisode Maigret aux assises de Marcel Cravenne : une dame à l'audience
- 1971 : Aux frontières du possible : épisode : Attention : nécroses mentales de Victor Vicas
- 1973 : La Ligne de démarcation - épisode 12 : Janine (série télévisée) : La concierge
- 1980 : Médecins de nuit de Jean-Pierre Prévost, épisode : La Pension Michel (série télévisée)